# Klášterní (Prachatice)
Klášterní je ulice v Prachaticích. Ulice je situována v městské památkové rezervaci Prachatice. Název nese po blízkém klášteře Kongregace Milosrdných sester svatého Karla Boromejského. Začíná na Velkém náměstí a končí na rozhraní ulic Horní a Neumannova naproti rodnému domu svatého Jana Nepomuka Neumanna, ve kterém sídlí Neumanneum.

## Historie
Klášterní ulice vznikla již při zakládání města Prachatic, kdy spojovala dnešní Velké náměstí a Horní ulici. Ulic spojujících náměstí s jeho okolím bylo původně patrně více, jak prokazuje slepá ulička mezi č.p. 47 a 48 a stopa po uličce mezi č.p. 9 a 169. Z těchto ulic se dochovala do současnosti pouze Klášterní ulice. Průchod v místech dnešní ulice je zachycen na mapách druhého vojenského mapování, které byly dokončeny v roce 1852.

## Název ulice
Záznamy z roku 1894 dokládají německou variantu pojmenování Klostergässchen. Ulice nebyla přejmenována, pouze se změnilo využití názvu ulice a zdrobněliny ulička v češtině i němčině. V současnosti se nazývá počeštěnou podobou původního německého názvu. Název získala podle nedalekého kláštera Kongregace Milosrdných sester svatého Karla Boromejského založeného v roce 1860. Z ulice je možné vstoupit bezbariérovým vstupem do městského úřadu.

## Popis
Po otevření prostoru u prachatického hospice ulička slouží jako spojnice mezi Velkým náměstím a křižovatkou ulic Hradební, Na Sadech a Za Baštou. Je orientována východozápadním směrem. Ulice je určena jak pro pěší (chodník, ale chybí), tak pro auta. Průjezd je ale na straně náměstí omezen, protože se zde nachází průjezd domem č.p. 5, který má omezenou šířku a výšku. V pohledu z náměstí se tedy do ulice vstupuje tímto průchodem přes dům, který napravo hraničí s domem Nové radnice. Za průchodem vpravo je vstup do hospody Pub Za Radnicí. Vlevo se nachází objekt radnice, vpravo následuje zídka se dvorkem a domem č.p. 181. Před koncem ulice vlevo je vstup do vnitrobloku a část domu č.p. 170.

### Dům č.p. 181
Významným ale zároveň i problematickým domem v Klášterní ulici je dům č.p. 181 původně postavený jako zadní trakt domu čp. 5 na Velkém náměstí. Oba domy jako celek prokazují obchodní význam a výstavnost Prachatic v 16. století. Dům č.p. 181 je dlouhodobě nevyužívaný (nejméně od roku 1972) a je ve velmi špatném technickém stavu. Protože jde o jediný neopravený dům v historickém centru Prachatic, město Prachatice dlouhodobě usiluje o řešení této otázky. Na veřejném jednání zastupitelstva Prachatic dne 17. prosince 2018 byl projednán a jednomyslně schválen návrh na odkoupení domu městem a na následnou opravu. Hlavním důvodem tohoto řešení je, že současný majitel nedisponuje prostředky na opravu a podle znaleckých posudků stav objektu je vážným rizikem pro obyvatele sousedních domů a pro chodce v Klášterní ulici.

## Galerie

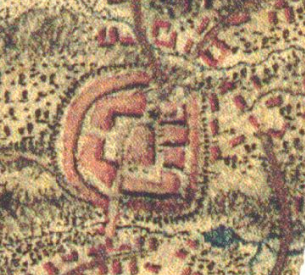
Prachatice na mapách prvního vojenského mapování (1764–1783)
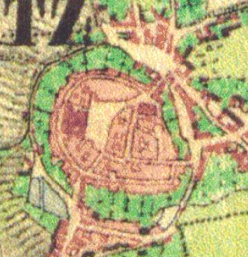
Prachatice na mapách druhého vojenského mapování (1836–1852)
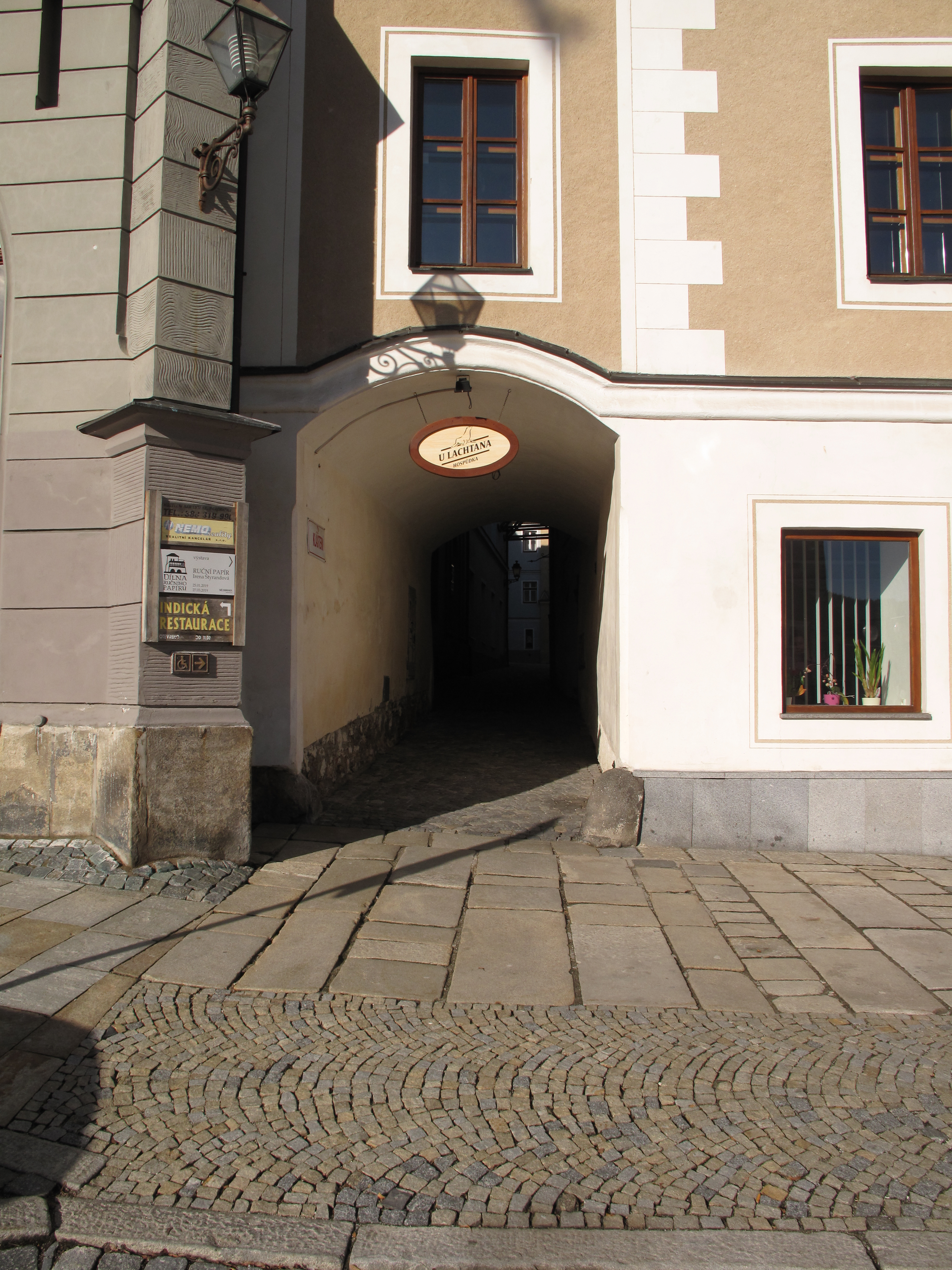
Vstup do Klášterní z Velklého náměstí
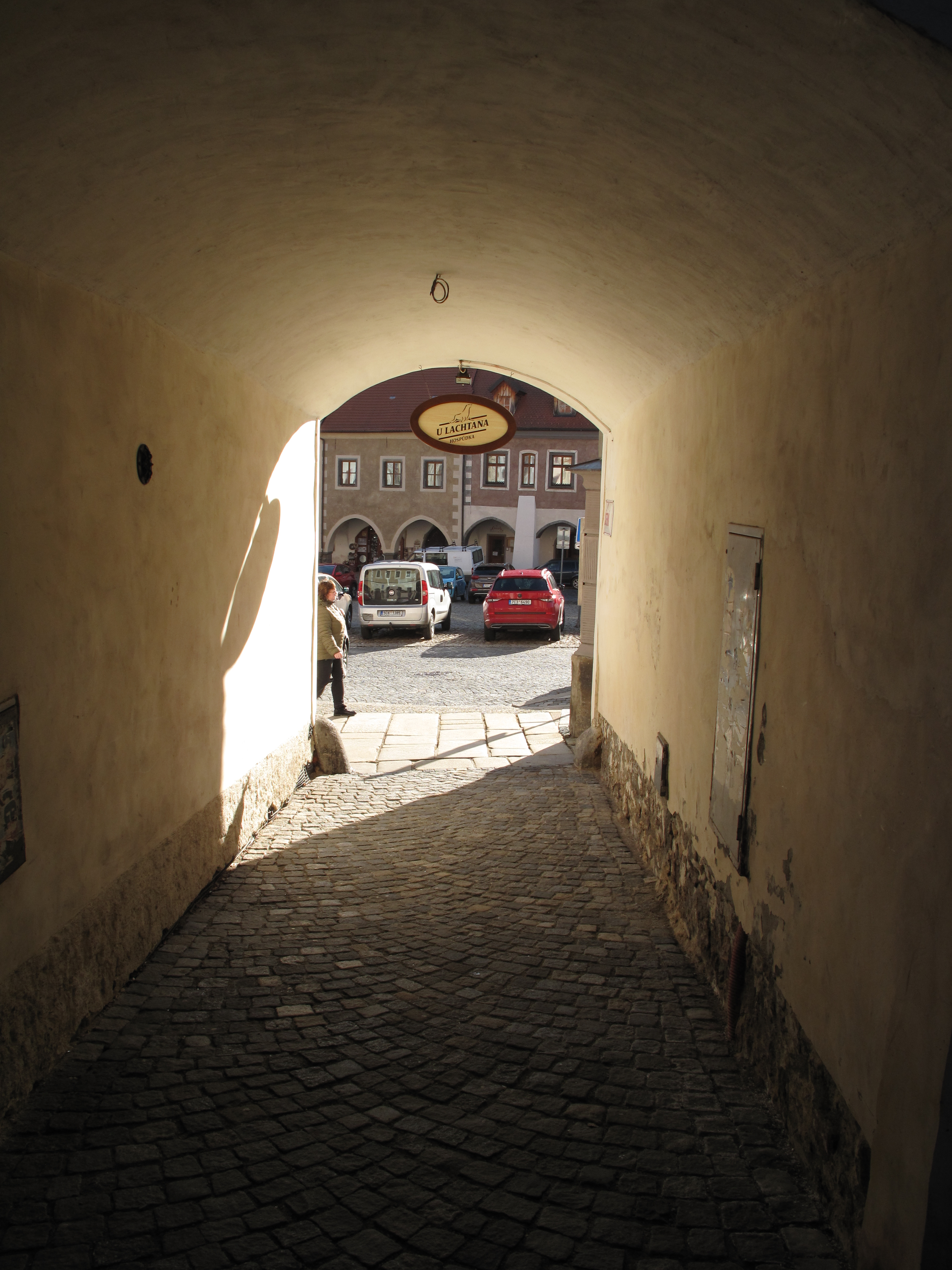
Obrácený pohled
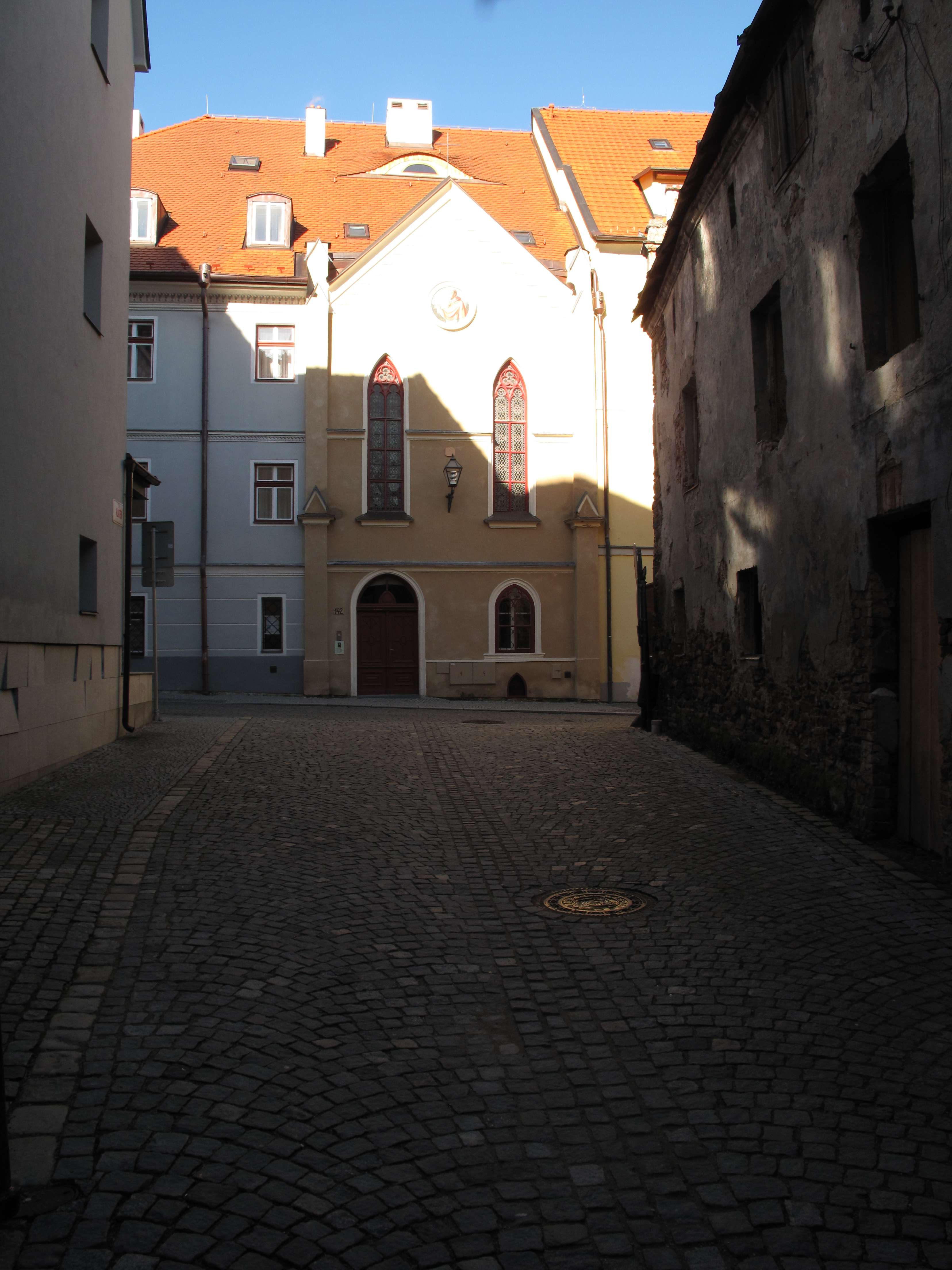
Pohled k Neumannově ulici
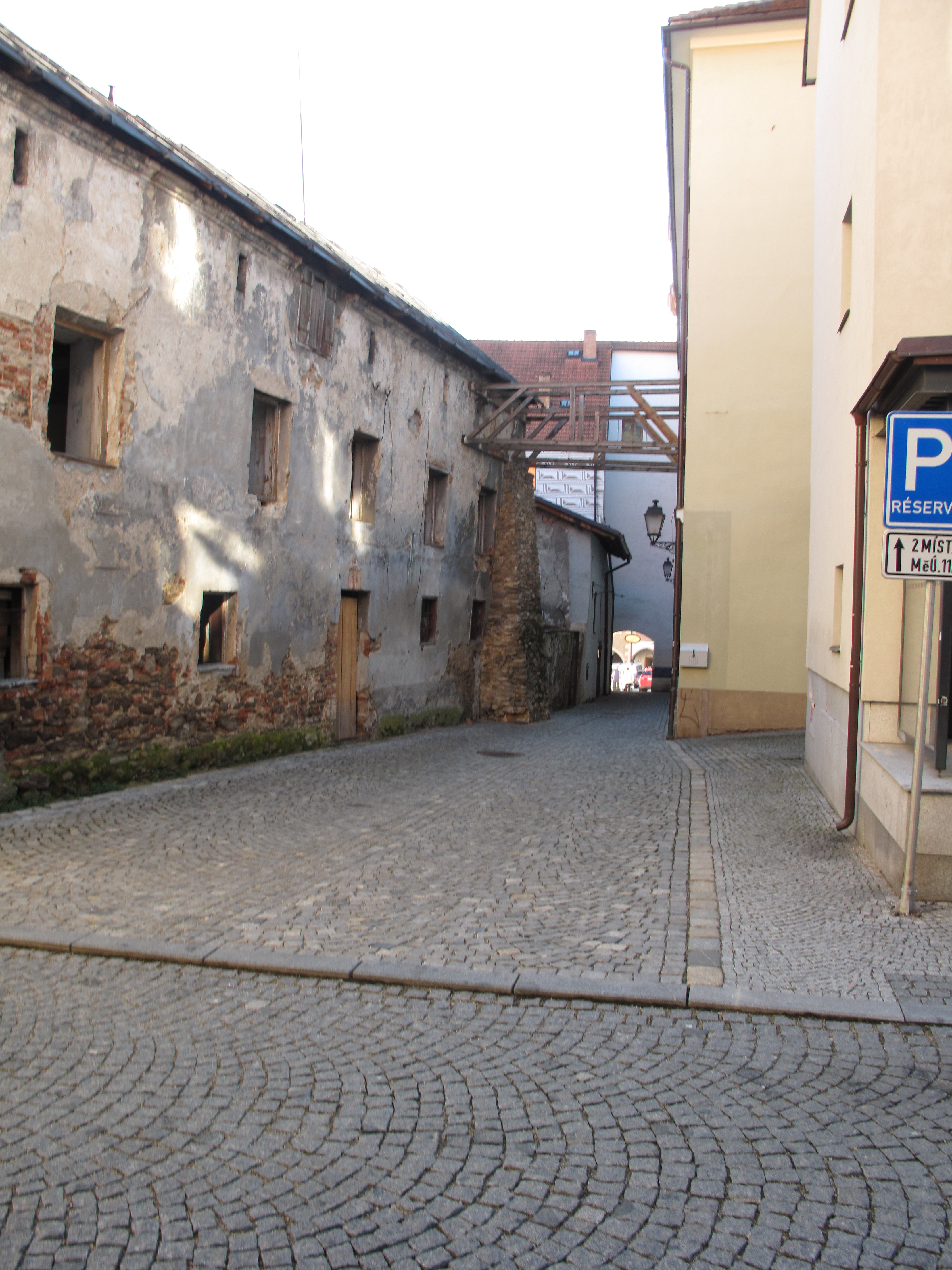
Pohled z Neumannovi k Náměstí. Vlevo dům č.p. 181